# Шанин, Николай Александрович
Николай Александрович Шанин (26 мая 1919, Псков — 17 сентября 2011) — советский математик и логик, педагог.

## Биография
Окончил Ленинградский университет (1939) и его аспирантуру (1941). Кандидат (1942) и доктор (1946) физико-математических наук. Тема докторской диссертации — «О произведении топологических пространств». Ученик академика П. С. Александрова.
Во время войны — преподаватель Ленинградской военно-воздушной академии (Йошкар-Ола).
С 1945 работал в Ленинградском отделении Математического института им. Стеклова АН СССР. Одновременно в 1950—2000 профессор математико-механического и философского факультетов Ленинградского университета. Читал курсы «Математическая логика», «Топология», «Математика для философов», «Теория алгоритмов».
Автор научных работ в области топологии, конструктивной математики, поиска естественного вывода, построения финитарной концепции математического анализа. Почётный член Санкт-Петербургского математического общества.